# Xylénol
Le xylénol ou diméthylphénol est un composé aromatique constitué d'un cycle phényle avec deux groupes méthyle et un groupe hydroxyle. Le terme « xylénol » vient de la contraction des noms des composés xylène et phénol.
Il existe six isomères du xylénol en fonction de la position des trois substituants sur le cycle. L'isomère le plus répandu est le 2,6-xylénol avec les deux groupes méthyle en position ortho du groupe hydroxyle.

## Propriétés
Les propriétés physiques des six isomères du xylénol sont assez similaires.
| Xylénol            | | | | | | |
| Nom                | 2,3-Xylénol | 2,4-Xylénol | 2,5-Xylénol | 2,6-Xylénol | 3,4-Xylénol | 3,5-Xylénol |
| Structure          | | | | | | |
| Numéro CAS         | 526-75-0 | 105-67-9 | 95-87-4 | 576-26-1 | 95-65-8 | 108-68-9 |
| Numéro CAS         | 1300-71-6 (mélange d'isomères) | | | | | |
| PubChem            | 10687 | 7771 | 7267 | 11335 | 7249 | 7948 |
| Point de fusion    | 73 à 75,5 °C | 24 °C | 75 à 77 °C | 46 à 48 °C | 65 à 68 °C | 61 °C |
| Point d'ébullition | 216 °C | 210 °C | 212 °C | 203 °C | 226 °C | 219 °C |
| pKA                | 10,50 | 10,45 | 10,22 | 10,59 | 10,32 | 10,15 |
| Solubilité         | peu soluble dans l'eau (2,6-xylénol : soluble) à très soluble dans l'eau (3,4-xylénol : miscible), très soluble dans l'éthanol et l'éther | peu soluble dans l'eau (2,6-xylénol : soluble) à très soluble dans l'eau (3,4-xylénol : miscible), très soluble dans l'éthanol et l'éther | peu soluble dans l'eau (2,6-xylénol : soluble) à très soluble dans l'eau (3,4-xylénol : miscible), très soluble dans l'éthanol et l'éther | peu soluble dans l'eau (2,6-xylénol : soluble) à très soluble dans l'eau (3,4-xylénol : miscible), très soluble dans l'éthanol et l'éther | peu soluble dans l'eau (2,6-xylénol : soluble) à très soluble dans l'eau (3,4-xylénol : miscible), très soluble dans l'éthanol et l'éther | peu soluble dans l'eau (2,6-xylénol : soluble) à très soluble dans l'eau (3,4-xylénol : miscible), très soluble dans l'éthanol et l'éther |
| SGH                | Attention, | Attention, | Attention, | Attention, | Attention, | Attention |
| Phrase H et P      | H301, H311, H314 et H411 | H301, H311, H314 et H411 | H301, H311, H314 et H411 | H301, H311, H314 et H411 | H301, H311, H314 et H411 | H301, H311 et H314 |
| Phrase H et P      | P273 et P280 P310 et P305+P351+P338 | P273 et P280 P301+P330+P331 et P302+P352 P305+P351+P338 et P309+P310                                                                      | P273 et P280 P302+P352 et P309+P310 P305+P351+P338                                                                                        | P273 et P280 P301+P330+P331 et P302+P352 P305+P351+P338 et P309+P310                                                                      | P273 et P280 P301+P330+P331 et P302+P352 P305+P351+P338 et P309+P310                                                                      | P280 et P310 P305+P351+P338 |

## Utilisation
Avec les crésols et l'acide crésylique, les xylénols sont une importante classe de phénols pour l'industrie. Les xylénols sont utilisés comme pesticides et dans la fabrication d'antioxydants. L'orange de xylénol est un indicateur rédox basé sur la structure du xylénol.
Le 2,6-xylénol est un monomère du poly(oxyde de phénylène).